# Succinea gabbi
Succinea gabbi är en snäckart som beskrevs av Tryon 1866. Succinea gabbi ingår i släktet Succinea och familjen bärnstenssnäckor. Inga underarter finns listade i Catalogue of Life.